# Malăk Ceardak, Plovdiv
Malăk Ceardak (în bulgară Малък Чардак) este un sat în comuna Săedinenie, regiunea Plovdiv,  Bulgaria. 

## Demografie
Componența etnică a satului Malăk Ceardak
     Bulgari (91,96%)
     Turci (3,81%)
     Nicio identificare (3,41%)
     Altele (0,8%)
La recensământul din 2011, populația satului Malăk Ceardak era de 498 locuitori. Din punct de vedere etnic, majoritatea locuitorilor (91,96%) erau bulgari, cu o minoritate de turci (3,81%). Pentru 3,41% din locuitori nu este cunoscută apartenența etnică.